# Беотуки
Беотуките (на английски: Beothic, Beothick, Beothucks, ɒtək или beɪ.əθʊk) са индианско племе, от коренното население на остров Нюфаундленд. Наричани са по-рано „червени индианци“ (на английски: Red Indians), заради широкото използване на червена охра за боядисване, откъдето е възможно да произлиза и терминът „червенокожи“, визиращ схващането, че индианците представляват отделна раса, въпреки че в действителност са част от монголоидната. Изчезват през първата половина на 19 век в резултат на европейската колонизация.
Беотуките най-често избягват срещите с европейците, поради което техните език, култура и начин на живот са слабо познати. Трагичната съдба на Демасдуит, - жена от племето, от която са известни малкото факти за техния език (класифициран като език-изолат с далечна връзка с алгонкинските езици, говорени от племената монтанаи и наскап), - оставя следа в масова култура на Канада.

## История
Беотуките са индианско племе, което населява Лабрадор и Нюфаундленд, и вероятно първото, влязло в контакт с европейците. Археологически находки сочат, че беотуките се заселват на острова около 200 г. Предполага се, че първите европейци, посетили страната им са викинги, плавали дотам през 10 век. Следващият, вече сигурно известен контакт, е с италианския мореплавател на английска служба Джон Кабот (Джовани Кабото) през 1497 г. Той се връща в Англия с невероятни разкази за богатите на риба води на Нюфаундленд, което подтиква мнозина да се опитат да се възползват от този ресурс, както и от възможността да отвличат хора от местното население и да ги продават в робство.
През 1500 г. броят на беотуките е над 2 хил. души. Британците правят първия си опит за трайно установяване на остров Нюфаундленд през 1610 г. През 1613 г. рибар застрелва 1 беотук. В отговор беотуките убиват 37 френски рибари. За отмъщение французите подтикват микмаките, стари врагове на беотуките, да се преместят в южната част на острова. Постепенно селата на микмаките се увеличават, а конкуренцията за природните ресурси води до конфликти между двете племена. По-добре въоръжените с френски оръжия микмаки бързо изтласкват беотуките към бедната на храни вътрешност на острова. Драстичният спад на броя им се дължи именно на глад, а не толкова на болести и нападения. След 1770 г. са преброени не повече от 500 беотуки.
Междувременно британските селища по източния бряг стават все повече, но беотуките традиционно избягват белите и не са в течение на конфликтите между Франция и Англия за контрол върху земите им. След 1810 г. британците се опитват да влязат в контакт с тях, но без успех. Малцината оцелели беотуки са трудно откриваеми. След 1820 г. те са само 72 души (20 мъже, 22 жени и 30 деца). Последният известен беотук умира през 1829 г. Няколко беотуки накрая вероятно са се присъединили към монтанаите и наскап.

## Култура
Единствените големи животни на Нюфаундленд са елените-карибу, но поради постоянното си движение те не са надежден източник на храна. Тъй като крайбрежието му осигурява нужното, населението е концентрирано главно там. Заради по-студения климат беотуките не се занимават със земеделие, а са предимно полуномади ловци-събирачи. Живеят на малки групи от разширени семейства, които през лятото се събират по крайбрежието, а през зимата се разделят и се отправят към вътрешността на острова. Отначало те живеят в конични вигвами, покрити с брезова кора или в летни квадратни постройки от същия материал. От 1700 г. започват да строят по-големи овални вигвами, а век по-късно някои от домовете им са като на белите им съседи.